# Rallye Monte-Carlo 1983
Le Rallye Monte-Carlo 1983 (51e Rallye Monte-Carlo), disputé du 22 au 29 janvier 1983, est la cent-douzième manche du championnat du monde des rallyes (WRC) courue depuis 1973, et la première manche du championnat du monde des rallyes 1983.

## Contexte avant la course

### Le championnat du monde

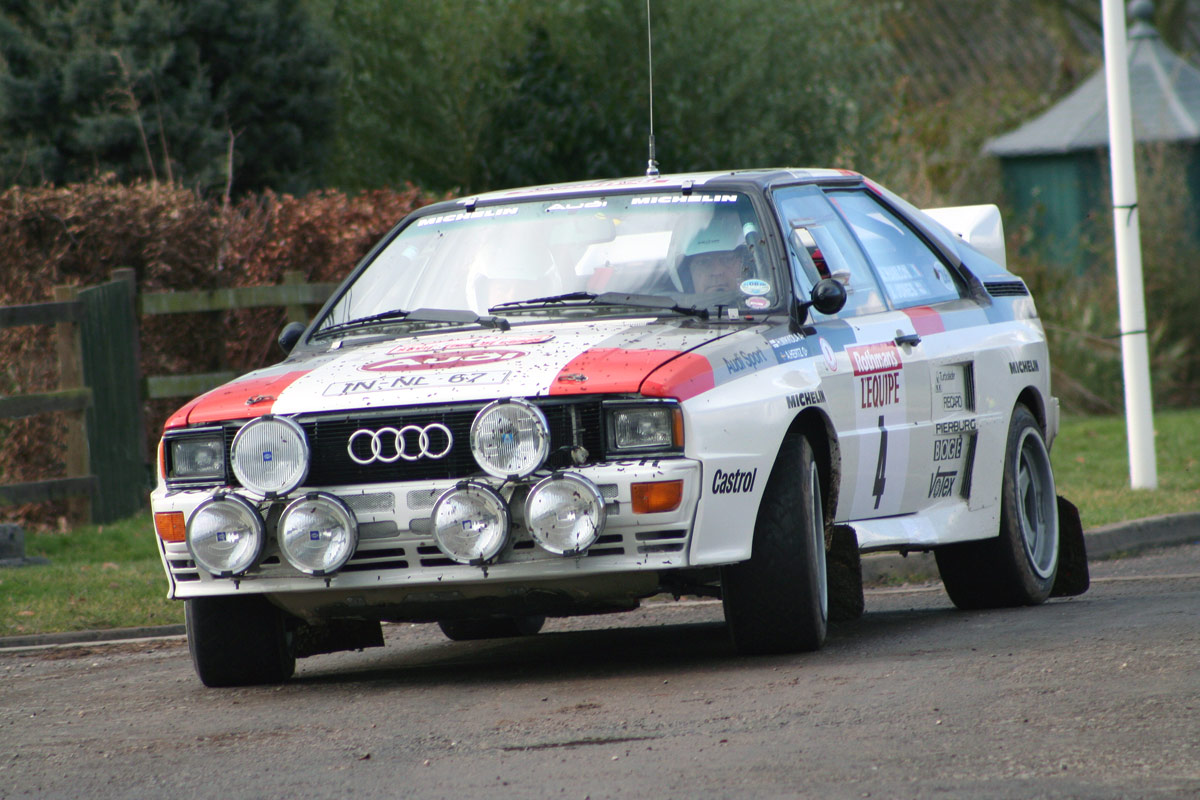
Titrée en 1982, l'Audi Quattro est désormais homologuée en groupe B.

Ayant succédé en 1973 au championnat international des marques (en vigueur de 1970 à 1972), le championnat du monde des rallyes se dispute sur un maximum de treize manches, comprenant les plus célèbres épreuves routières internationales, telles le Rallye Monte-Carlo, le Safari ou le RAC Rally. Depuis 1979, le championnat des constructeurs a été doublé d'un championnat pilotes, ce dernier remplaçant l'éphémère Coupe des conducteurs, organisée à seulement deux reprises en 1977 et 1978. Le calendrier 1983 intègre douze manches pour l'attribution du titre de champion du monde des pilotes dont dix sélectives pour le championnat des marques (le Rallye de Suède et le Rallye de Côte d'Ivoire en étant exclus). Les épreuves sont réservées aux catégories suivantes :
- Groupe N : voitures de grande production de série, ayant au minimum quatre places, fabriquées à au moins 5000 exemplaires en douze mois consécutifs ; modifications très limitées par rapport au modèle de série (bougies, amortisseurs).
- Groupe A : voitures de tourisme de grande production, fabriquées à au moins 5000 exemplaires en douze mois consécutifs, avec possibilité de modifications des pièces d'origine ; poids minimum fonction de la cylindrée.
- Groupe B : voitures de grand tourisme, fabriquées à au moins 200 exemplaires en douze mois consécutifs, avec possibilité de modifications des pièces d'origine (extension d'homologation portant sur 10% de la production). Les élargisseurs d'aile rapportés sont interdits[2].
- En outre, les anciennes voitures des groupes 2 (tourisme spécial) et 4 (grand tourisme spécial) sont admises à participer aux manches mondiales, mais leurs résultats ne seront pas pris en compte dans le cadre du championnat[3].

Champion du monde des constructeurs en 1982, Audi remet son trophée en jeu cette saison, ayant récemment obtenu l'homologation de son Audi Quattro à traction intégrale, précédemment groupe 4, en groupe B. Le constructeur allemand s'appuie sur la même équipe de pilotes que l'année précédente, Hannu Mikkola, Michèle Mouton (vice-championne du monde) et Stig Blomqvist. Son principal adversaire sera la Scuderia Lancia, qui avec sa Rally 037 à moteur central arrière dispose d'un modèle spécifiquement conçu pour la compétition. L'équipe italienne vient de recruter le champion du monde en titre, Walter Röhrl, qui épaulera Markku Alén. Ces deux équipes seront les principales protagonistes de la saison 1983, les autres constructeurs impliqués, tels Opel, Nissan ou Toyota, participant de façon plus épisodique.

### L'épreuve
Disputé pour la première fois en 1911, le « Monte-Carlo » est le plus ancien des rallyes. Créée à l'initiative d'Antony Noghès et de René Léon, cette épreuve fut tout d'abord une course de régularité, les participants devant rallier le casino de Monte-Carlo depuis une des douze villes européennes proposées au programme, initiative ayant pour but principal de compenser la baisse d'activité touristique de la principauté durant l'hiver. Bientôt réputée pour la difficulté de son parcours, le Rallye Monte-Carlo a très vite attiré les grands constructeurs, soucieux de promouvoir les qualités routières de leurs modèles. Dès les années 1950, des épreuves chronométrées furent peu à peu ajoutées, avant que ses organisateurs n'adoptent le classement 'scratch' (principalement basé sur les résultats des secteurs chronométrés) à partir de 1968. Le record de victoires est détenu par le champion italien Sandro Munari, qui a remporté l'épreuve à quatre reprises entre 1972 et 1977, succès tous acquis sur Lancia.

## Le parcours
- départ : 22 janvier 1983 (choix entre sept villes de départ)
- arrivée : 28 janvier 1983 à Monaco
- remise des prix : 29 janvier 1983 à Monaco
- distance : de 4154 km à 4432 km (selon ville de départ), dont 716,8 km sur 29 épreuves spéciales (31 épreuves initialement prévues, pour un total de 776,8 km chronométrés)
- surface : asphalte (conditions hivernales sur certaines portions)
- Parcours divisé en quatre étapes : parcours de concentration, parcours de classement, parcours commun et parcours final[5]

### Parcours de concentration

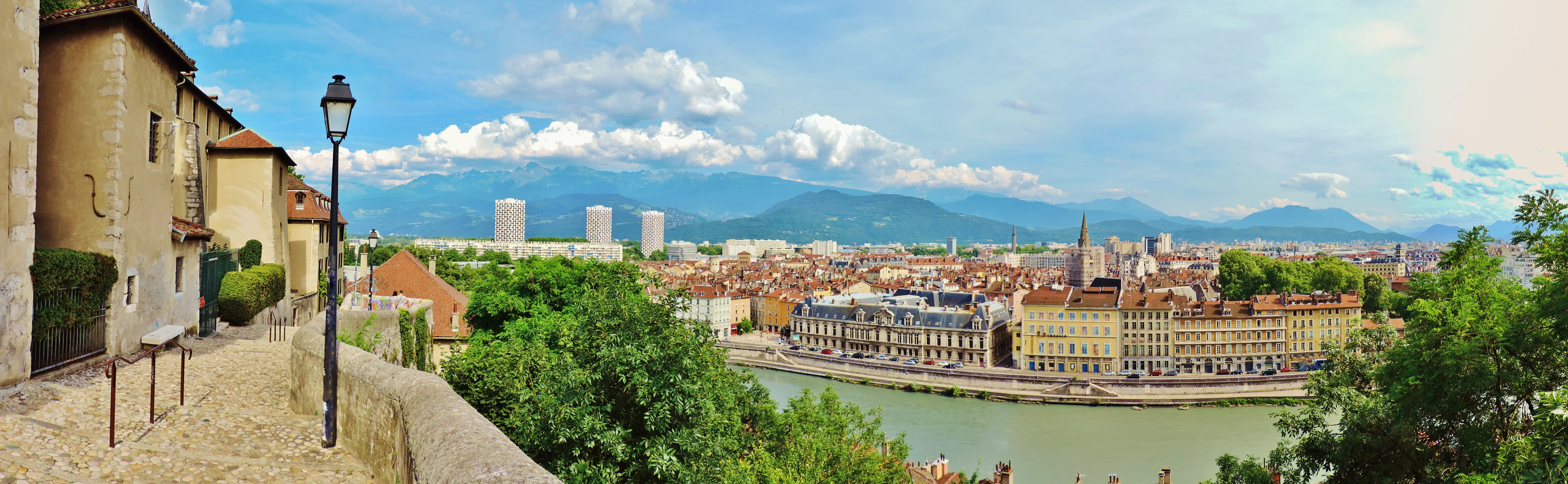
Grenoble, ville arrivée des multiples parcours de concentration.

- sept parcours possibles, de 1193 à 1471 km, du 22 au 23 janvier :

1. Itinéraire de Bad Homburg (1471 km) : Bad Homburg - Munich - Innsbruck - Trente - Brescia - Aoste - Tunnel du Mont-Blanc - Seyssel - Aix-les-Bains - Bourget du Lac - Voreppe - Grenoble
2. Itinéraire de Barcelone (1193 km) : Barcelone - Gironella - Portbou - Durban-Corbières - Béziers - Alès - Labégude - Saint-Chamond - Beaurepaire - Saint-Barthélemy-de-Vals - Romans-sur-Isère - Vinay - Voreppe - Grenoble
3. Itinéraire de Lausanne (1265 km) : Lausanne - Pontarlier - Conliège - Moirans-en-Montagne - Ambérieu-en-Bugey - Grenoble - Forcalquier - Pertuis - Apt - Pernes-les-Fontaines - Pont-Saint-Esprit - Labégude - Saint-Chamond - Beaurepaire - Saint-Barthélemy-de-Vals - Romans-sur-Isère - Vinay - Voreppe - Grenoble
4. Itinéraire de Londres (1246 km) : Londres - Douvres - Calais - Berry-au-Bac - Reims - Stenay - Langres - Conliège - Moirans-en-Montagne - Ambérieu-en-Bugey - Seyssel - Aix-les-Bains - Bourget du Lac - Voreppe - Grenoble
5. Itinéraire de Monte-Carlo (1340 km) : Monte-Carlo - Barrême - Savines-le-Lac - Gap - Sault - Courthézon - Saint-Hippolyte-du-Fort - Les Vans - Labégude - Saint-Chamond - Beaurepaire - Saint-Barthélemy-de-Vals - Romans-sur-Isère - Vinay - Voreppe - Grenoble
6. Itinéraire de Paris (1239 km) : Paris - Nanterre - Soissons - Château-Thierry - Pont-Sainte-Marie - Morains - Reims - Stenay - Langres - Conliège - Moirans-en-Montagne - Ambérieu-en-Bugey - Seyssel - Aix-les-Bains - Bourget du Lac - Voreppe - Grenoble
7. Itinéraire de Rome (1316 km) : Rome - Rieti - Pérouse - Arezzo - Florence - Parme - Brescia - Aoste - Tunnel du Mont-Blanc - Seyssel - Aix-les-Bains - Bourget du Lac - Voreppe - Grenoble

Note : huit itinéraires étaient initialement prévus, mais celui de Bad Gastein (1428 km) a été annulé.

### Parcours de classement
- Grenoble - Voreppe - Chambéry - Uriage - La Mure - Chorges - Sisteron - Barrême - Entrevaux - Puget-Théniers - Plan-du-Var - Monaco, 674 km, du 23 au 24 janvier
- 5 épreuves spéciales, 134,6 km (6 épreuves initialement prévues, pour un total de 156,6 km)

### Parcours commun
- Monaco - Plan-du-Var - Puget-Théniers - Entrevaux - Barrême - Sisteron - Montauban-sur-l'Ouvèze - Saint-Nazaire-le-Désert - La Voulte-sur-Rhône - Vals-les-Bains - Burzet - Saint-Agrève - Tournon - Saint-Jean-en-Royans - Lans-en-Vercors - Saint-Andéol - Lus-la-Croix-Haute - Gap - Savines-le-Lac - Auzet - Digne- Barrême - Castellane - Plan-du-Var - Monaco, 1581 km, du 25 au 26 janvier
- 14 épreuves spéciales, 368,2 km (15 épreuves initialement prévues, pour un total de 406,2 km)

### Parcours final
- Monaco - Peille - Sospel - Saint-Martin-Vésubie - Saint-Sauveur-sur-Tinée - Valberg - Puget-Théniers - Luceram - Sospel - Saint-Martin-Vésubie - Saint-Sauveur-sur-Tinée - Valberg - Puget-Théniers - Luceram - La Trinité - Monaco, 706 km, du 27 au 28 janvier
- 10 épreuves spéciales, 214 km

## Les forces en présence
- Audi

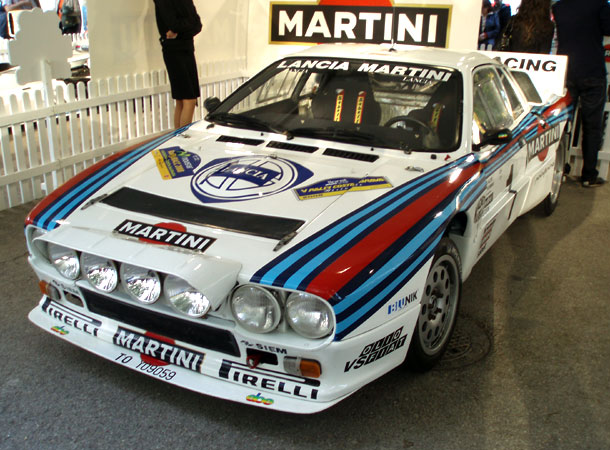
La Lancia Rally 037, spécialement conçue pour la compétition.

Audi Sport a préparé trois Quattro A1 groupe B pour Hannu Mikkola, Michèle Mouton et Stig Blomqvist. Très proches des versions groupe 4 de la saison précédente, ces coupés sont désormais dotés d'ailes en résine et leur poids est de l'ordre de 1120 kg. Ils sont animés par un moteur cinq cylindres vingt soupapes de 2144 cm3, à injection directe Bosch, suralimenté par un turbocompresseur KKK et disposé en position longitudinale avant. La puissance maximale est de 340 chevaux à 7500 tr/min. La transmission intégrale permanente comprend un différentiel central placé juste derrière la boîte de vitesses à cinq rapports. Blomqvist dispose sur sa voiture de la nouvelle suspension en aluminium, ses coéquipiers ayant conservé celle en acier. Les Audi sont équipées de pneus Michelin.
- Lancia

La Scuderia Lancia a engagé trois Rally 037 groupe B, Markku Alén et Walter Röhrl étant épaulés par Jean-Claude Andruet. Leur moteur quatre cylindres de 1995 cm3, placé en position centrale arrière, est équipé d'un système d'injection mécanique Bosch Kügelfischer ; suralimenté par un compresseur volumétrique Abarth, il développe 305 chevaux à 8000 tr/min. Avec un poids de 960 kg, la 037 est particulièrement efficace sur routes sèches. Engagé à titre privé, le pilote corse Francis Serpaggi dispose d'un modèle identique. Les quatre voitures sont chaussées de pneus Pirelli.
- Opel

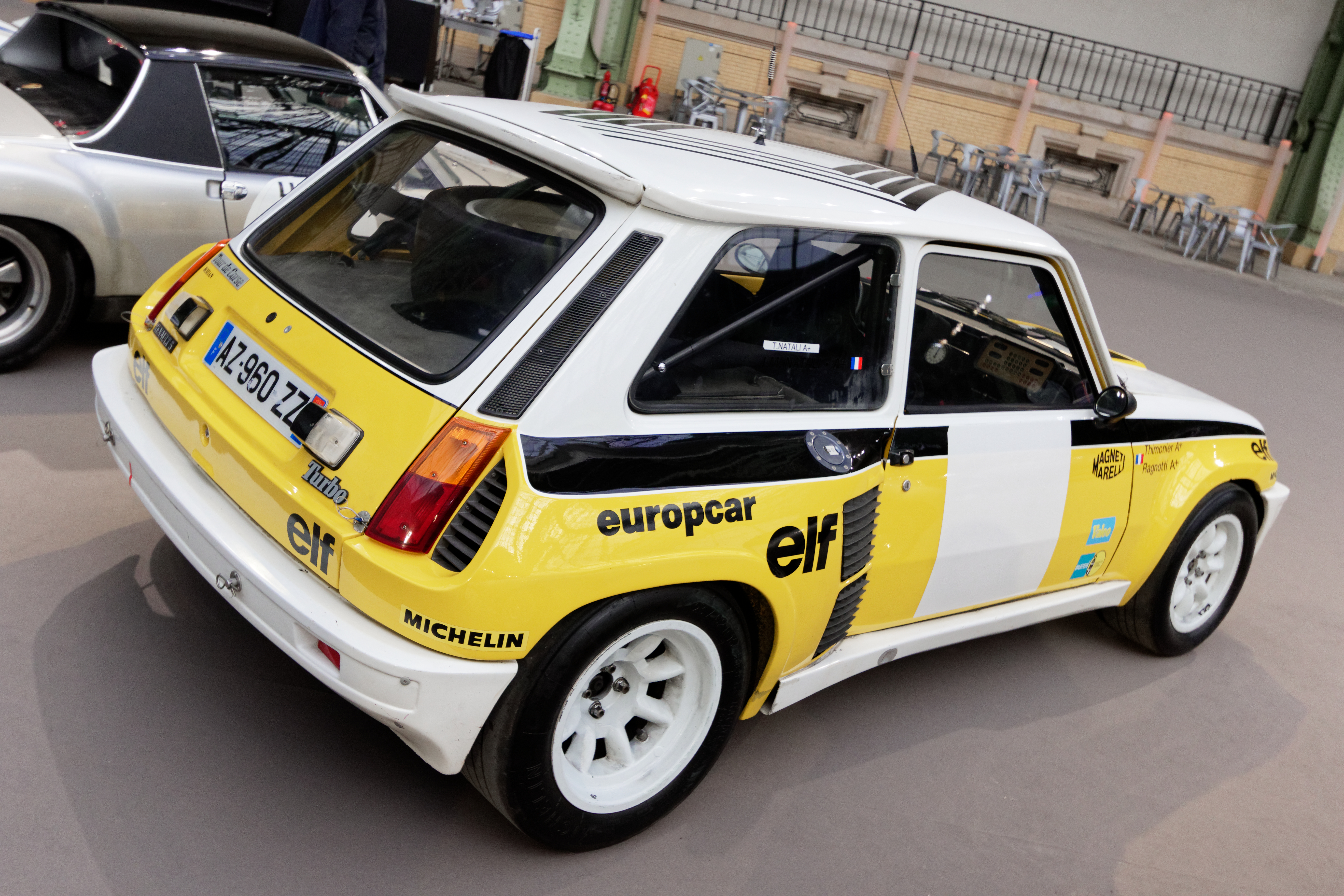
La Renault 5 Turbo groupe B de Jean Ragnotti.

L'équipe Opel-Rothmans aligne trois Ascona 400, récemment réhomologuées en groupe B, pour Henri Toivonen, Ari Vatanen et Guy Fréquelin. Ces voitures à transmission classique pèsent un peu plus d'une tonne et disposent d'un moteur quatre cylindres de 2420 cm3 développé chez Cosworth ; alimenté par deux carburateurs Weber double-corps, il délivre 260 chevaux à 7500 tr/min. Les Opel utilisent des pneus Michelin.
- Renault

Renault Sport engage une Renault 5 Turbo groupe B pour Jean Ragnotti. Son moteur quatre cylindres de 1397 cm3 est placé en position centrale arrière. Équipé d'une injection électronique Bosch, il est suralimenté par un turbocompresseur Garrett et délivre 265 chevaux à 7200 tr/min. Soutenu par Philips, Bruno Saby dispose d'un modèle identique. Sous les couleurs de Sodicam (filiale de Renault), Jean-Luc Thérier pilote également une 5 Turbo groupe B, mais avec un moteur préparé par Bozian développant 280 chevaux. Récent vainqueur du Rallye du Var devant Thérier, Dany Snobeck s'aligne également sur une version 280 chevaux. Ces quatre voitures pèsent 930 kg et utilisent des pneus Michelin.
- Nissan

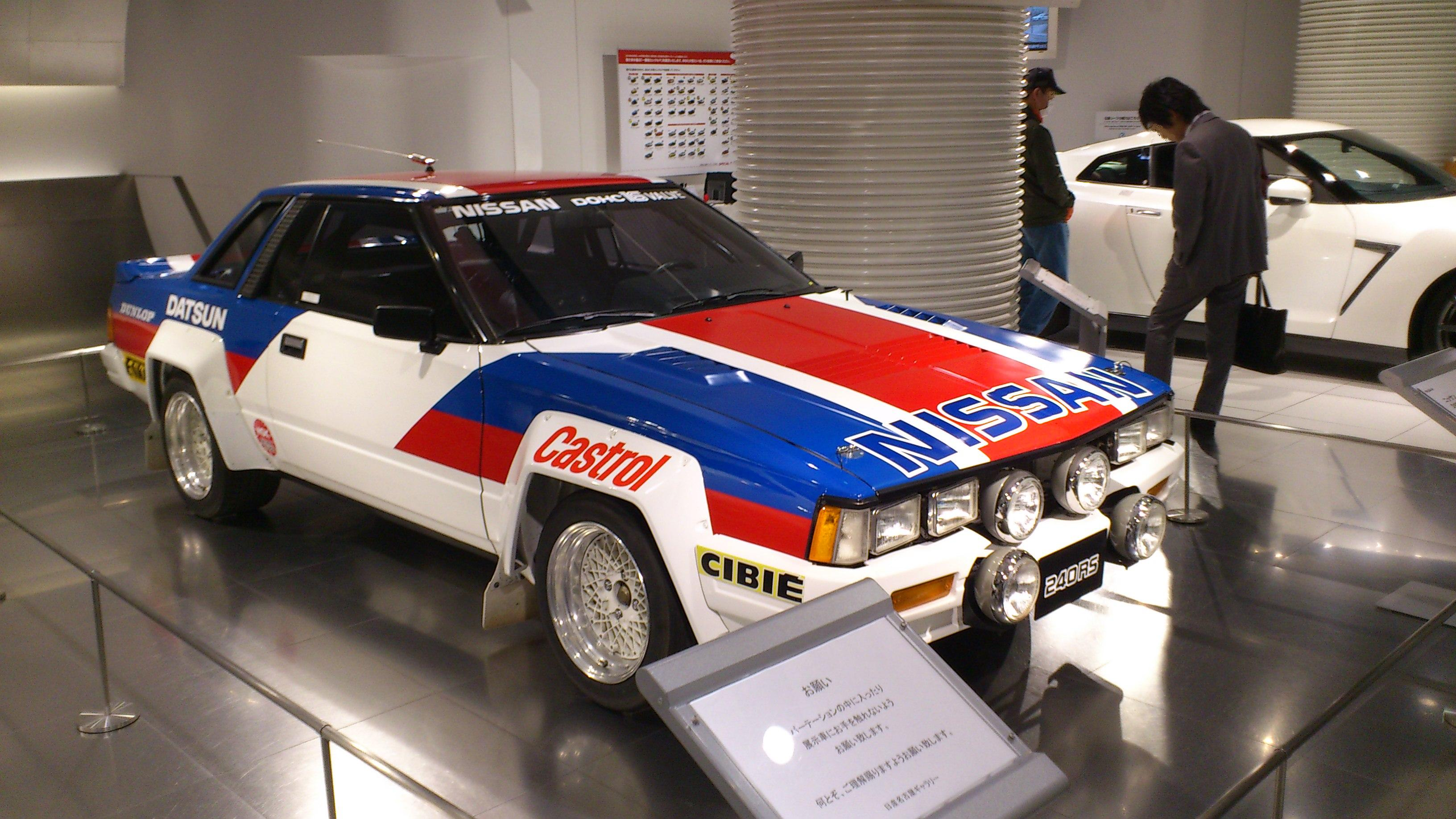
La nouvelle Nissan 240RS groupe B sera confiée à Timo Salonen.

Nissan Europe engage sa nouvelle 240RS groupe B pour Timo Salonen. Dérivée de la Silvia Turbo, ce modèle à transmission classique est équipé d'un moteur quatre cylindres de 2340 cm3 alimenté par deux carburateurs double corps Solex, d'une puissance de 260 chevaux à 8000 tr/min. Pesant 1030 kg, la Nissan est chaussée de pneus Dunlop.
- Alfa Romeo

Soutenu par Alfa Romeo France, Yves Loubet prend le départ sur un coupé Alfetta GTV6 groupe A, mis au point par le préparateur belge Luigi. Cette voiture à transmission classique pèse 1080 kg et dispose de 220 chevaux.
- Citroën

Engagé sous les couleurs du groupe Total, Maurice Chomat dispose d'une Citroën Visa Chrono groupe B (760 kg, traction, quatre cylindres, 1434 cm3, deux carburateurs Weber double corps, 140 chevaux à 7200 tr/min). Les pilotes privés Alain Coppier et Christian Dorche s'alignent sur des modèles identiques. Tous trois utilisent des pneus Michelin.
- Mazda

Le Mazda Rally Team Europe engage deux 323 groupe A (traction, 1500 cm3, 120 chevaux) pour Achim Warmbold et Alain Beauchef.
- Porsche

L'ingénieur pilote Jürgen Barth s'aligne sur une Porsche 911 SC groupe 4, tout comme le pilote français Jean-Pierre Ballet. Douze autres Porsche, également engagées à titre privé, sont au départ.

## Déroulement de la course

### Parcours de concentration
Les deux cent cinquante équipages s'élancent d'une des sept villes européennes de départ possibles le samedi 22 janvier. Quel que soit l'itinéraire choisi, le temps est sec et seuls ceux partis de Paris auront à affronter le brouillard. Aucun incident notable n'est à signaler et tous les favoris pourront rallier Grenoble dans les délais, le dimanche après-midi.

### Parcours de classement
Les équipages repartent de Grenoble le dimanche soir, en direction du massif de la Chartreuse. C'est dans ce secteur qu'a lieu la première épreuve spéciale. À l'exception de quelques plaques de verglas, les routes sont sèches et tous les équipages de pointe ont monté des pneus «slick». Jean-Luc Thérier s'y montre le plus rapide, sa Renault 5 Turbo devançant d'une seconde l'Opel de Guy Fréquelin et de deux la Lancia de Walter Röhrl. Quatrième à dix secondes, Stig Blomqvist est de loin le mieux placé des pilotes Audi, ses coéquipiers ayant tous deux perdu deux minutes, Hannu Mikkola à cause d'une sortie de route et Michèle Mouton à cause de problèmes de sélecteur de vitesses. Le second secteur chronométré, empruntant la route de Chamrousse, est en partie verglacé et dans ces conditions les Audi tirent leur épingle du jeu ; emmenées par Blomqvist, elles réalisent les trois meilleurs temps. Le Suédois prend la tête de la course, devant Fréquelin et Röhrl, Thérier rétrogradant en quatrième position juste devant les Lancia de Jean-Claude Andruet et Markku Alén. Bien que la route soit totalement sèche, Blomqvist est de nouveau le plus rapide dans le secteur de Saint-Barthélemy, portant son avance sur Fréquelin à quarante-six secondes, ses autres adversaires étant à plus d'une minute. Le pilote Audi est moins à l'aise dans les deux secteurs suivants, où les Lancia démontrent leur agilité et réduisent nettement leur retard sur l'équipage de tête. Alors qu'il se maintenait en quatrième position, Thérier a dû renoncer dans le col des Garcinets, boîte de vitesses cassée. Dernière épreuve du parcours, la spéciale de Pont des Miolans va être annulée, l'afflux de spectateurs bloquant le passage. Blomqvist rallie Monaco le lundi matin avec seulement dix secondes d'avance sur Fréquelin et seize sur Röhrl, qui devance ses coéquipiers Alén et Andruet. Respectivement sixième et septième, Mikkola et Mouton comptent déjà trois minutes de retard. Ils précèdent de peu les Opel d'Henri Toivonen et Ari Vatanen. Très mécontents du comportement de leurs Renault 5 Turbo (à cause de pneus mal adaptés), Jean Ragnotti et Bruno Saby sont relégués à quatre minutes et demie. Deux-cent-trente-et-un équipages ont terminé l'étape, mais seuls les deux-cents premiers seront admis au départ du parcours commun.

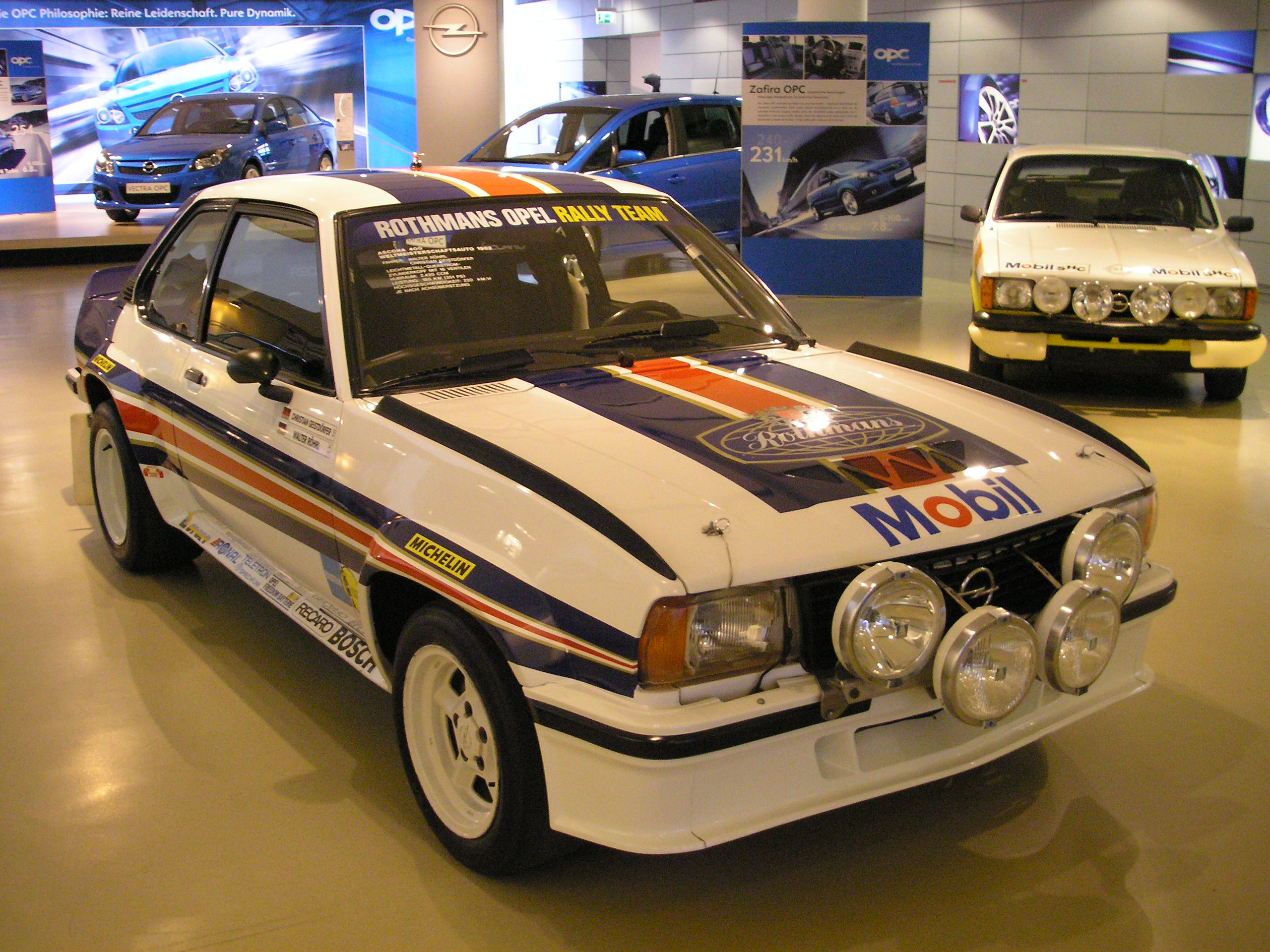
Une Opel Ascona 400 semblable à celle de Fréquelin, deuxième à l'issue du parcours de classement.

| Pos. | Pilote              | Copilote                | Voiture               | Groupe | Temps           | Écart         |
| ---- | ------------------- | ----------------------- | --------------------- | ------ | --------------- | ------------- |
| 1    | Stig Blomqvist      | Björn Cederberg         | Audi Quattro A1       | B      | 1 h 26 min 23 s |               |
| 2    | Guy Fréquelin       | Jean-François Fauchille | Opel Ascona 400       | B      | 1 h 26 min 33 s | + 10 s        |
| 3    | Walter Röhrl        | Christian Geistdörfer   | Lancia Rally 037      | B      | 1 h 26 min 39 s | + 16 s        |
| 4    | Markku Alén         | Ilkka Kivimäki          | Lancia Rally 037      | B      | 1 h 27 min 22 s | + 59 s        |
| 5    | Jean-Claude Andruet | « Biche »               | Lancia Rally 037      | B      | 1 h 27 min 39 s | + 1 min 16 s  |
| 6    | Hannu Mikkola       | Arne Hertz              | Audi Quattro A1       | B      | 1 h 29 min 16 s | + 2 min 53 s  |
| 7    | Michèle Mouton      | Fabrizia Pons           | Audi Quattro A1       | B      | 1 h 29 min 26 s | + 3 min 03 s  |
| 8    | Henri Toivonen      | Fred Gallagher          | Opel Ascona 400       | B      | 1 h 29 min 34 s | + 3 min 11 s  |
| 9    | Ari Vatanen         | Terry Harryman          | Opel Ascona 400       | B      | 1 h 30 min 02 s | + 3 min 39 s  |
| 10   | Jean Ragnotti       | Jean-Marc Andrié        | Renault 5 Turbo       | B      | 1 h 30 min 55 s | + 4 min 32 s  |
| 11   | Bruno Saby          | Françoise Sappey        | Renault 5 Turbo       | B      | 1 h 30 min 56 s | + 4 min 33 s  |
| 12   | Francis Serpaggi    | Michel Neri             | Lancia Rally 037      | B      | 1 h 32 min 22 s | + 5 min 59 s  |
| 13   | Dany Snobeck        | Denise Emmanuelli       | Renault 5 Turbo       | B      | 1 h 32 min 27 s | + 6 min 04 s  |
| 14   | Timo Salonen        | Seppo Harjanne          | Nissan 240RS          | B      | 1 h 34 min 15 s | + 7 min 52 s  |
| 15   | Klaus Fritzinger    | Henning Wünsch          | Toyota Celica 2000 GT | 4      | 1 h 34 min 53 s | + 8 min 30 s  |
| 16   | Jürgen Barth        | Roland Kussmaul         | Porsche 911 SC        | 4      | 1 h 35 min 17 s | + 8 min 54 s  |
| 17   | Salvador Servià     | Jorge Sabater           | Opel Ascona 400       | 4      | 1 h 35 min 23 s | + 9 min 00 s  |
| 18   | Gilbert Sau         | Annie Albis             | Renault 5 Turbo       | B      | 1 h 37 min 52 s | + 11 min 29 s |
| 19   | Jacques Fossa       | Bernard Meulenot        | Porsche 930           | 4      | 1 h 38 min 12 s | + 11 min 49 s |
| 20   | Philippe Roux       | Michel Wyder            | Porsche 934           | 4      | 1 h 38 min 25 s | + 12 min 02 s |

### Parcours commun

#### Monaco - Vals-les-Bains

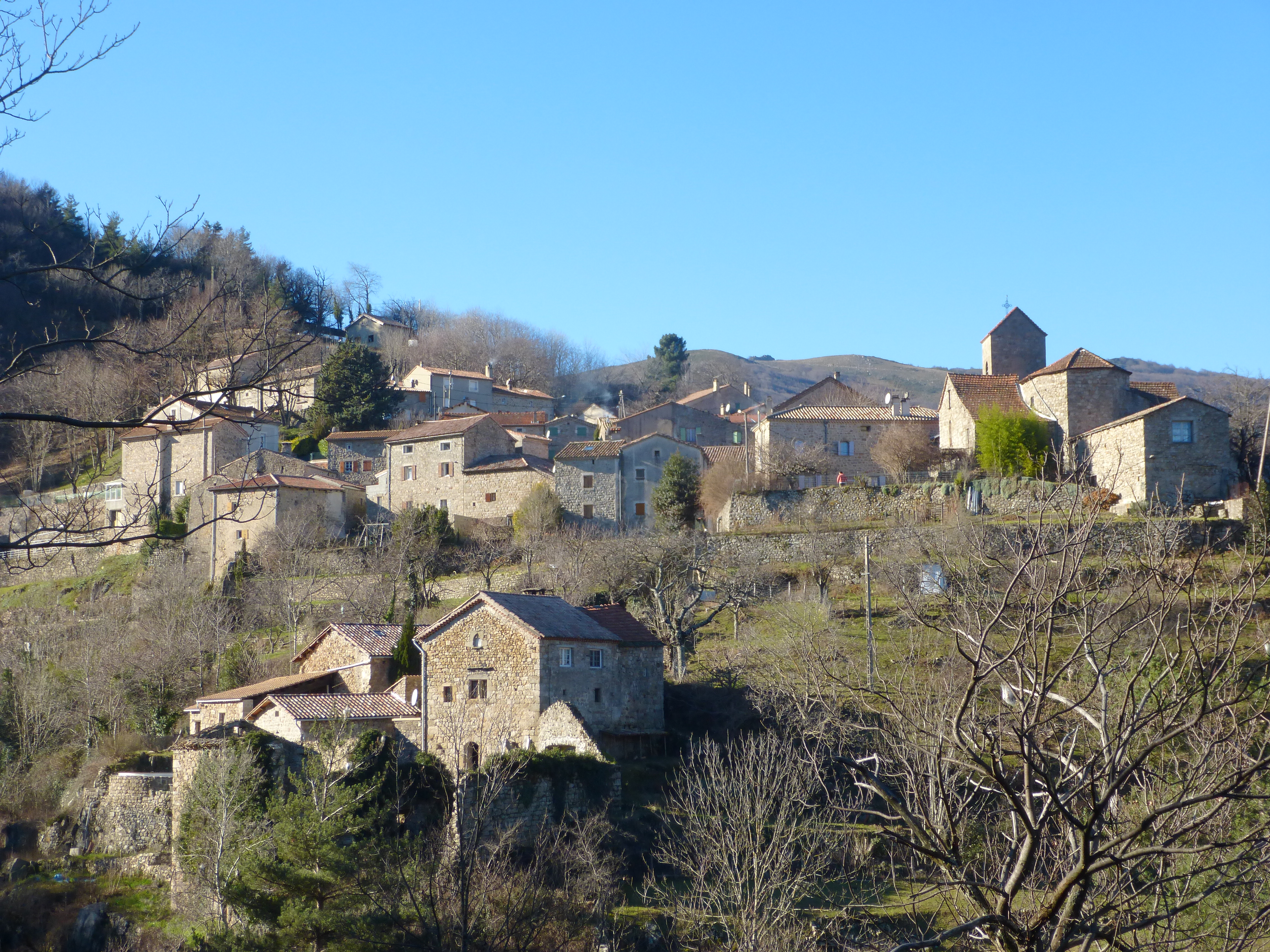
Saint-Julien-du-Gua, au pied du col de la Fayolle ; c'est peu avant ce village que Michèle Mouton est sortie de la route.

Les deux-cents concurrents qualifiés repartent de Monaco le mardi, peu après minuit, pour une étape de près de mille six-cents kilomètres parcourant les Alpes françaises et le Vivarais. Les routes sont toujours sèches et les pilotes Lancia dominent. Dès la première épreuve spéciale, Röhrl déborde Blomqvist et Fréquelin, qui a perdu du temps à cause d'une sortie de route, et prend le commandement de la course. S'imposant dans les quatre secteurs suivants, Röhrl creuse rapidement l'écart sur ses adversaires et rallie le parc fermé de Vals-les-Bains, en fin de matinée, avec une minute et demie d'avance sur son coéquipier Andruet, auteur d'une belle remontée. Troisième à plus de deux minutes, Fréquelin est talonné par Alén, alors que les Audi sont à la peine : Blomqvist a rétrogradé en cinquième position, à plus de trois minutes de la Lancia de tête, tandis que Mikkola a perdu la sixième place au profit de Toivonen et que Mouton a effleuré un muret peu avant Saint-Julien-du-Gua, dans la dernière épreuve matinale ; déséquilibrée, sa voiture a fait un brusque écart, heurtant un rocher et provoquant l'abandon de la Française. Huitième, Vatanen précède les Renault 5 de Saby, Ragnotti et Snobeck, toujours en proie à des problèmes de pneus.
| Pos. | Pilote              | Copilote                | Voiture                 | Groupe | Temps           | Écart         |
| ---- | ------------------- | ----------------------- | ----------------------- | ------ | --------------- | ------------- |
| 1    | Walter Röhrl        | Christian Geistdörfer   | Lancia Rally 037        | B      | 2 h 46 min 04 s |               |
| 2    | Jean-Claude Andruet | « Biche »               | Lancia Rally 037        | B      | 2 h 47 min 33 s | + 1 min 29 s  |
| 3    | Guy Fréquelin       | Jean-François Fauchille | Opel Ascona 400         | B      | 2 h 48 min 22 s | + 2 min 18 s  |
| 4    | Markku Alén         | Ilkka Kivimäki          | Lancia Rally 037        | B      | 2 h 48 min 27 s | + 2 min 23 s  |
| 5    | Stig Blomqvist      | Björn Cederberg         | Audi Quattro A1         | B      | 2 h 49 min 20 s | + 3 min 16 s  |
| 6    | Henri Toivonen      | Fred Gallagher          | Opel Ascona 400         | B      | 2 h 50 min 28 s | + 4 min 24 s  |
| 7    | Hannu Mikkola       | Arne Hertz              | Audi Quattro A1         | B      | 2 h 51 min 27 s | + 5 min 23 s  |
| 8    | Ari Vatanen         | Terry Harryman          | Opel Ascona 400         | B      | 2 h 52 min 46 s | + 6 min 42 s  |
| 9    | Bruno Saby          | Françoise Sappey        | Renault 5 Turbo         | B      | 2 h 52 min 49 s | + 6 min 45 s  |
| 10   | Jean Ragnotti       | Jean-Marc Andrié        | Renault 5 Turbo         | B      | 2 h 53 min 52 s | + 7 min 48 s  |
| 11   | Dany Snobeck        | Denise Emmanuelli       | Renault 5 Turbo         | B      | 2 h 55 min 43 s | + 9 min 39 s  |
| 12   | Francis Serpaggi    | Michel Neri             | Lancia Rally 037        | B      | 2 h 58 min 39 s | + 12 min 35 s |
| 13   | Salvador Servià     | Jorge Sabater           | Opel Ascona 400         | 4      | 3 h 01 min 23 s | + 15 min 19 s |
| 14   | Jürgen Barth        | Roland Kussmaul         | Porsche 911 SC          | 4      | 3 h 02 min 03 s | + 15 min 59 s |
| 15   | Klaus Fritzinger    | Henning Wünsch          | Toyota Celica 2000 GT   | 4      | 3 h 03 min 50 s | + 17 min 46 s |
| 16   | Timo Salonen        | Seppo Harjanne          | Nissan 240RS            | B      | 3 h 09 min 19 s | + 23 min 15 s |
| 17   | Philippe Roux       | Michel Wyder            | Porsche 934             | 4      | 3 h 10 min 08 s | + 24 min 04 s |
| 18   | Bernard Donguès     | Anne Drouilleau         | Alfa Romeo Alfetta GTV6 | N      | 3 h 11 min 48 s | + 25 min 44 s |
| 19   | Alain Beauchef      | Daniel Brichot          | Mazda 323               | A      | 3 h 11 min 53 s | + 25 min 49 s |
| 20   | Jacques Salino      | Martine Rick            | BMW 323i                | N      | 3 h 14 min 10 s | + 28 min 06 s |

#### Vals-les-Bains - Gap
Les équipages repartent de Vals-les-bains en début d'après-midi, après trois heures de repos. Les Lancia continuent à dominer, et s'installent aux trois premières places, Alén débordant Fréquelin dès le secteur de La Souche. L'écurie italienne connaît cependant une première alerte dans le tronçon suivant, Burzet, Andruet tombant en panne de compresseur et perdant cinq minutes. Le remplacement de la pièce va lui coûter douze minutes supplémentaires, le pilote français chutant à la treizième place, perdant toute chance de bien figurer, d'autant qu'un problème d'accélérateur bloqué va lui faire perdre trois minutes de plus dans l'épreuve spéciale suivante ! Fréquelin retrouve la troisième place, derrière Röhrl et Alén. Il parvient à la conserver malgré une nouvelle sortie dans le secteur de Saint-Bonnet-le-Froid, les spectateurs l'aidant à remettre son Opel sur la route. Pour deux secondes, Blomqvist le déborde dans Saint-Jean-en-Royans, avant que les organisateurs n'interrompent et annulent cette épreuve à cause d'un spectateur renversé par un concurrent. Fréquelin, qui continue à attaquer, va cependant perdre définitivement toutes ses chances peu avant Saint-Barthélemy, piégé par une plaque de verglas qui expédie la mieux placée des Opel en contrebas de la route. Les deux Lancia de tête ont encore conforté leur avance lorsqu'elles rejoignent le parc fermé de Gap, au milieu de la nuit : Röhrl précède alors Alén de plus de deux minutes et demie, alors que Blomqvist, troisième, accuse près de six minutes de retard sur l'équipage de tête. Souvent aux avant-postes, Toivonen est maintenant quatrième, ayant dépassé Mikkola. Ce dernier a une bonne marge d'avance sur Vatanen. Onzième derrière les trois Renault et la Lancia de Francis Serpaggi, Andruet a regagné deux places.

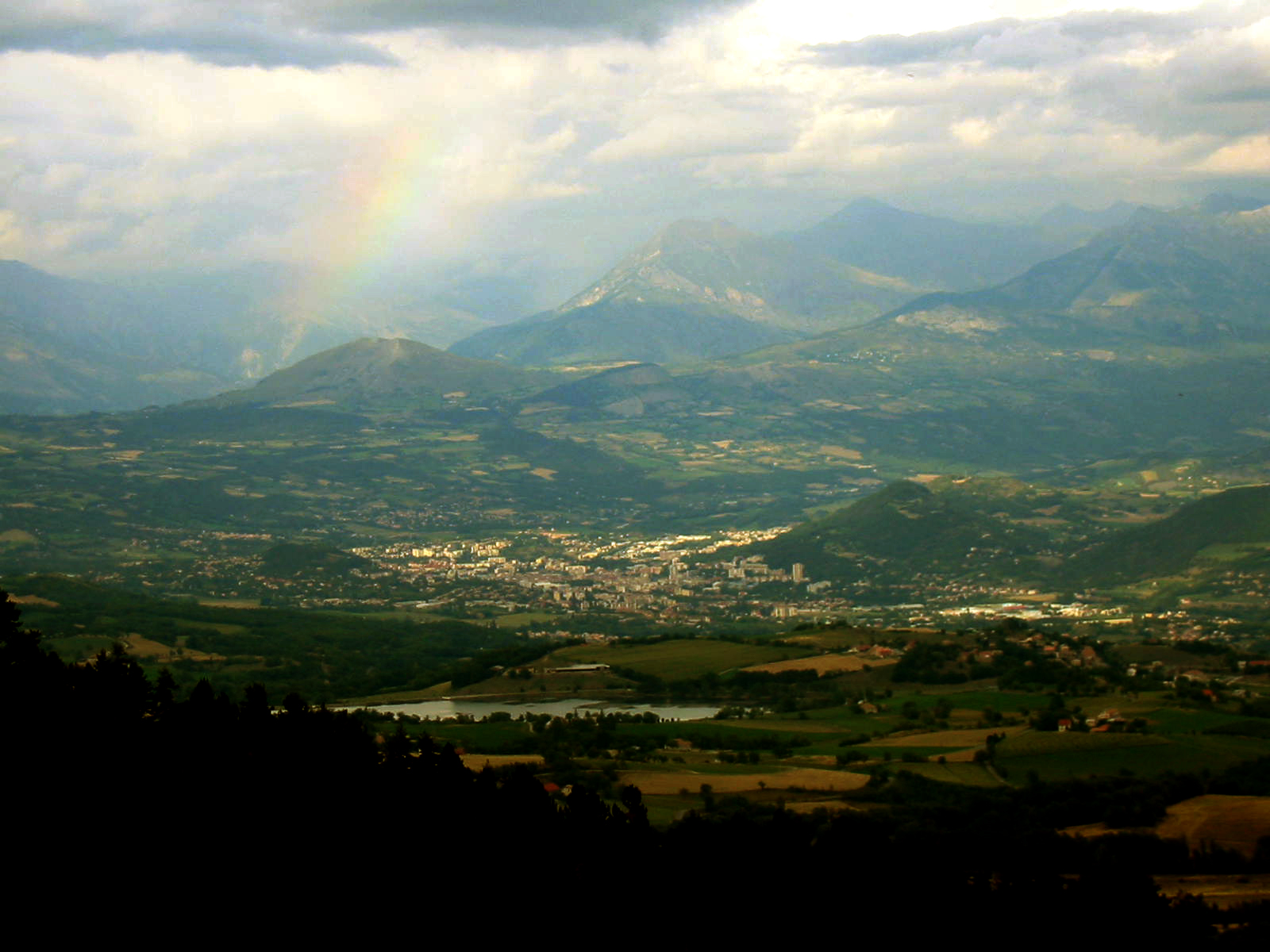
Gap, un des deux points de regroupement du parcours commun.

| Pos. | Pilote              | Copilote              | Voiture                 | Groupe | Temps           | Écart         |
| ---- | ------------------- | --------------------- | ----------------------- | ------ | --------------- | ------------- |
| 1    | Walter Röhrl        | Christian Geistdörfer | Lancia Rally 037        | B      | 4 h 22 min 37 s |               |
| 2    | Markku Alén         | Ilkka Kivimäki        | Lancia Rally 037        | B      | 4 h 25 min 29 s | + 2 min 52 s  |
| 3    | Stig Blomqvist      | Björn Cederberg       | Audi Quattro A1         | B      | 4 h 29 min 41 s | + 7 min 04 s  |
| 4    | Henri Toivonen      | Fred Gallagher        | Opel Ascona 400         | B      | 4 h 30 min 35 s | + 7 min 58 s  |
| 5    | Hannu Mikkola       | Arne Hertz            | Audi Quattro A1         | B      | 4 h 32 min 42 s | + 10 min 05 s |
| 6    | Ari Vatanen         | Terry Harryman        | Opel Ascona 400         | B      | 4 h 34 min 46 s | + 12 min 09 s |
| 7    | Bruno Saby          | Françoise Sappey      | Renault 5 Turbo         | B      | 4 h 35 min 07 s | + 12 min 30 s |
| 8    | Jean Ragnotti       | Jean-Marc Andrié      | Renault 5 Turbo         | B      | 4 h 37 min 55 s | + 15 min 18 s |
| 9    | Dany Snobeck        | Denise Emmanuelli     | Renault 5 Turbo         | B      | 4 h 38 min 50 s | + 16 min 13 s |
| 10   | Francis Serpaggi    | Michel Neri           | Lancia Rally 037        | B      | 4 h 43 min 04 s | + 20 min 27 s |
| 11   | Jean-Claude Andruet | « Biche »             | Lancia Rally 037        | B      | 4 h 44 min 10 s | + 21 min 33 s |
| 12   | Salvador Servià     | Jorge Sabater         | Opel Ascona 400         | 4      | 4 h 48 min 41 s | + 26 min 04 s |
| 13   | Jürgen Barth        | Roland Kussmaul       | Porsche 911 SC          | 4      | 4 h 49 min 44 s | + 27 min 07 s |
| 14   | Klaus Fritzinger    | Henning Wünsch        | Toyota Celica 2000 GT   | 4      | 4 h 52 min 20 s | + 29 min 43 s |
| 15   | Timo Salonen        | Seppo Harjanne        | Nissan 240RS            | B      | 4 h 57 min 16 s | + 34 min 39 s |
| 16   | Philippe Roux       | Michel Wyder          | Porsche 934             | 4      | 5 h 02 min 10 s | + 39 min 33 s |
| 17   | François Rousseau   | Robert Wrege          | Opel Kadett GT/E        | A      | 5 h 07 min 02 s | + 45 min 43 s |
| 18   | Yves Loubet         | « Toutàfond »         | Alfa Romeo Alfetta GTV6 | A      | 5 h 08 min 20 s | + 45 min 43 s |
| 19   | Alain Beauchef      | Daniel Brichot        | Mazda 323               | A      | 5 h 09 min 01 s | + 46 min 24 s |
| 20   | Bertrand Balas      | Eric Lainé            | Alfa Romeo Alfasud TI   | A      | 5 h 14 min 05 s | + 51 min 28 s |

#### Gap - Monaco
Les concurrents repartent de Gap le mercredi, avant l'aube. Toivonen attaque très fort pour revenir sur Blomqvist. Mais, alors qu'il est revenu à trois secondes du Suédois, il sort de la route dans la vallée du Jabron, peu avant Castellane, la voiture en tête-à-queue heurtant un rocher. L'équipage perd près de huit minutes avant de pouvoir repartir, avec l'aide des spectateurs, terminant l'épreuve spéciale avec le train arrière endommagé. Le pilote finlandais tombe à la septième place, derrière la Renault 5 de Saby. Ralenti par des problèmes de boîte de vitesses, Snobeck perd une demi-heure dans ce même secteur, tombant à la vingt-sixième place du classement général. Röhrl continue à dominer ses adversaires dans la dernière épreuve du jour et c'est avec près de trois minutes d'avance sur son coéquipier Alén que le pilote allemand rejoint le parc fermé de Monaco, en fin de matinée. Les deux Lancia devancent largement les Audi de Blomqvist et Mikkola. Sixième derrière Vatanen, Saby compte près d'un quart d'heure de retard. Il devance Toivonen et Ragnotti, alors qu'Andruet est remonte à la neuvième place. Sur les cent-quarante-huit équipages ayant terminé le parcours commun, seuls les cent premiers disputeront l'étape finale. 
| Pos. | Pilote              | Copilote              | Voiture                 | Groupe | Temps           | Écart             |
| ---- | ------------------- | --------------------- | ----------------------- | ------ | --------------- | ----------------- |
| 1    | Walter Röhrl        | Christian Geistdörfer | Lancia Rally 037        | B      | 5 h 14 min 52 s |                   |
| 2    | Markku Alén         | Ilkka Kivimäki        | Lancia Rally 037        | B      | 5 h 18 min 18 s | + 3 min 26 s      |
| 3    | Stig Blomqvist      | Björn Cederberg       | Audi Quattro A1         | B      | 5 h 23 min 14 s | + 8 min 22 s      |
| 4    | Hannu Mikkola       | Arne Hertz            | Audi Quattro A1         | B      | 5 h 25 min 54 s | + 11 min 02 s     |
| 5    | Ari Vatanen         | Terry Harryman        | Opel Ascona 400         | B      | 5 h 28 min 09 s | + 13 min 17 s     |
| 6    | Bruno Saby          | Françoise Sappey      | Renault 5 Turbo         | B      | 5 h 29 min 43 s | + 14 min 51 s     |
| 7    | Henri Toivonen      | Fred Gallagher        | Opel Ascona 400         | B      | 5 h 30 min 59 s | + 16 min 07 s     |
| 8    | Jean Ragnotti       | Jean-Marc Andrié      | Renault 5 Turbo         | B      | 5 h 32 min 35 s | + 17 min 43 s     |
| 9    | Jean-Claude Andruet | « Biche »             | Lancia Rally 037        | B      | 5 h 37 min 29 s | + 22 min 37 s     |
| 10   | Francis Serpaggi    | Michel Neri           | Lancia Rally 037        | B      | 5 h 41 min 04 s | + 26 min 12 s     |
| 11   | Salvador Servià     | Jorge Sabater         | Opel Ascona 400         | 4      | 5 h 46 min 24 s | + 31 min 32 s     |
| 12   | Jürgen Barth        | Roland Kussmaul       | Porsche 911 SC          | 4      | 5 h 47 min 33 s | + 32 min 41 s     |
| 13   | Klaus Fritzinger    | Henning Wünsch        | Toyota Celica 2000 GT   | 4      | 5 h 51 min 39 s | + 36 min 47 s     |
| 14   | Timo Salonen        | Seppo Harjanne        | Nissan 240RS            | B      | 5 h 53 min 32 s | + 38 min 40 s     |
| 15   | Philippe Roux       | Michel Wyder          | Porsche 934             | 4      | 6 h 03 min 42 s | + 48 min 50 s     |
| 16   | Yves Loubet         | « Toutàfond »         | Alfa Romeo Alfetta GTV6 | A      | 6 h 07 min 11 s | + 52 min 19 s     |
| 17   | François Rousseau   | Robert Wrege          | Opel Kadett GT/E        | A      | 6 h 08 min 01 s | + 53 min 09 s     |
| 18   | Alain Beauchef      | Daniel Brichot        | Mazda 323               | A      | 6 h 10 min 01 s | + 55 min 09 s     |
| 19   | Bertrand Balas      | Eric Lainé            | Alfa Romeo Alfasud TI   | A      | 6 h 15 min 49 s | + 1 h 00 min 57 s |
| 20   | Bernard Orengo      | Daniel Brezzo         | Porsche 911             | 4      | 6 h 16 min 29 s | + 1 h 01 min 37 s |

### Parcours final

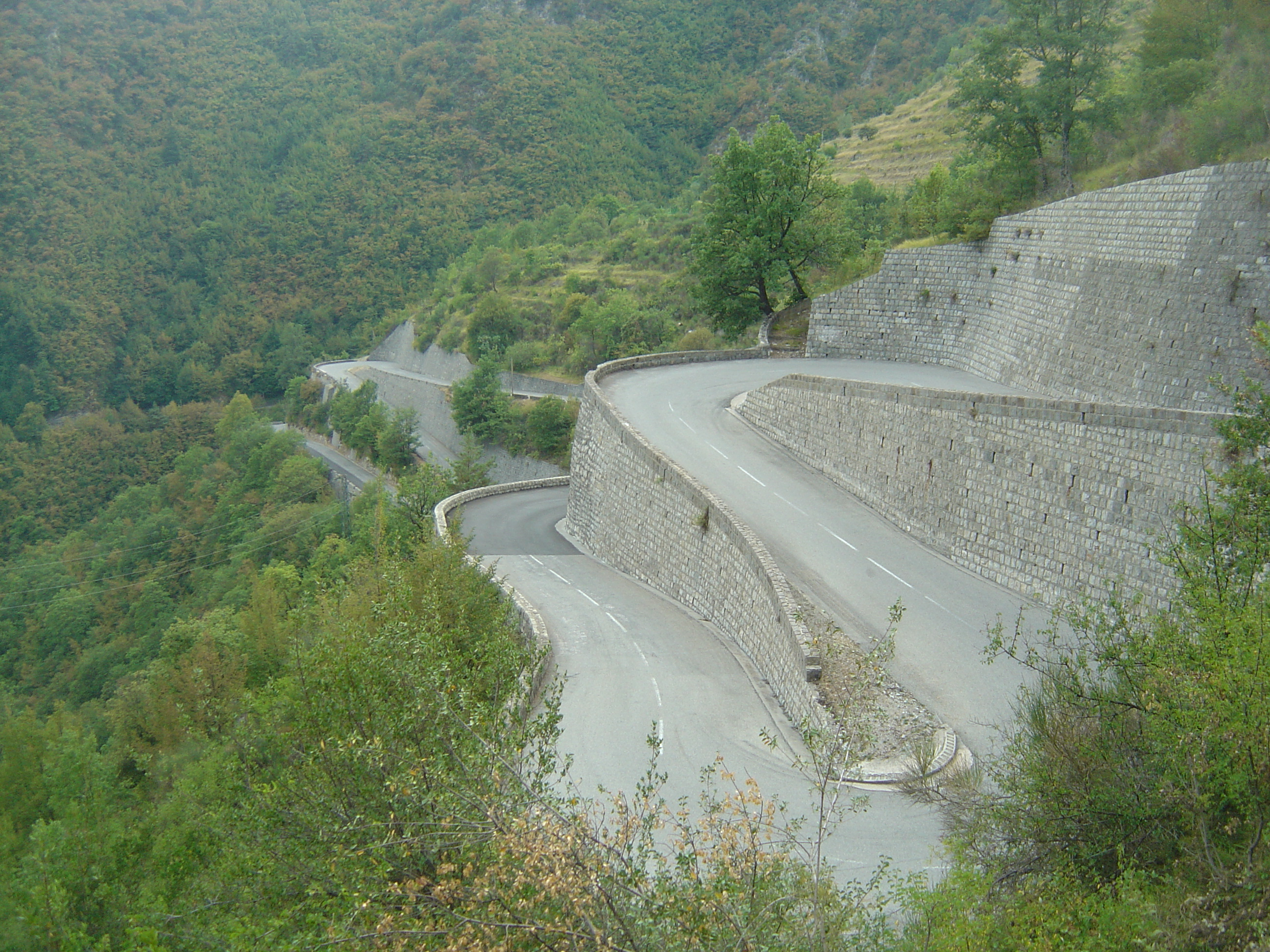
La montée du col de Turini, haut lieu du parcours final.

Les cent équipages qualifiés s'élancent de Monaco le jeudi soir, pour deux boucles nocturnes dans les Préalpes. Sauf incident, la victoire est déjà acquise aux Lancia, les pilotes Audi étant beaucoup trop loin pour espérer revenir sur les voitures de tête. Röhrl signe néanmoins le meilleur temps dans le premier passage du col de la Madone, avant d'adopter une allure moins soutenue et de gérer son avance sur son coéquipier. L'intérêt de la course se reporte sur les remontées de Toivonen et d'Andruet, qui assurent le spectacle. Des problèmes de boîte de vitesses coûtent une vingtaine de minutes à Saby, permettant à Toivonen d'accéder à la sixième place mais malgré ses efforts le jeune pilote Finlandais ne parviendra pas à rattraper son coéquipier Vatanen. Souvent le plus rapide, Andruet vise la septième place désormais occupée par Ragnotti, mais celui-ci a retrouvé une voiture compétitive dans la dernière boucle et conservera sa position. Sans surprise, Röhrl remporte son troisième Rallye Monte-Carlo devant Alén, donnant à la Lancia 037 sa première victoire en championnat du monde. Les deux voitures italiennes devancent les deux Audi de Blomqvist et Mikkola et les deux Opel de Vatanen et Toivonen. Ragnotti termine à une frustrante septième place, devant Andruet, très malchanceux sur cette épreuve. Le pilote espagnol Salvador Servià, dixième au classement général au terme d'une course très réguli`re, remporte le groupe 4 au volant de son Opel, tandis que Yves Loubet, quinzième, impose son Alfa Romeo en groupe A. Quatre-vingt-huit voitures ont rallié l'arrivée.

### Classements intermédiaires
Classements intermédiaires des pilotes après chaque épreuve spéciale,

### Classement général
| Pos | No | Pilote              | Copilote              | Voiture          | Temps           | Écart         | Groupe |
| --- | -- | ------------------- | --------------------- | ---------------- | --------------- | ------------- | ------ |
| 1   | 1  | Walter Röhrl        | Christian Geistdörfer | Lancia Rally 037 | 7 h 58 min 57 s |               | B      |
| 2   | 4  | Markku Alén         | Ilkka Kivimäki        | Lancia Rally 037 | 8 h 05 min 49 s | + 6 min 52 s  | B      |
| 3   | 8  | Stig Blomqvist      | Björn Cederberg       | Audi Quattro A1  | 8 h 10 min 15 s | + 11 min 18 s | B      |
| 4   | 2  | Hannu Mikkola       | Arne Hertz            | Audi Quattro A1  | 8 h 13 min 02 s | + 14 min 05 s | B      |
| 5   | 3  | Ari Vatanen         | Terry Harryman        | Opel Ascona 400  | 8 h 14 min 03 s | + 15 min 06 s | B      |
| 6   | 6  | Henri Toivonen      | Fred Gallagher        | Opel Ascona 400  | 8 h 15 min 54 s | + 16 min 57 s | B      |
| 7   | 9  | Jean Ragnotti       | Jean-Marc Andrié      | Renault 5 Turbo  | 8 h 18 min 10 s | + 19 min 13 s | B      |
| 8   | 7  | Jean-Claude Andruet | « Biche »             | Lancia Rally 037 | 8 h 19 min 37 s | + 20 min 40 s | B      |
| 9   | 33 | Francis Serpaggi    | Michel Neri           | Lancia Rally 037 | 8 h 32 min 40 s | + 33 min 43 s | B      |
| 10  | 19 | Salvador Servià     | Jorge Sabater         | Opel Ascona 400  | 8 h 40 min 02 s | + 41 min 05 s | 4      |

### Équipages de tête
- ES1 :  Jean-Luc Thérier -  Michel Vial (Renault 5 Turbo)
- ES2 à ES6 :  Stig Blomqvist -  Björn Cederberg (Audi Quattro A1)
- ES7 à ES31 :  Walter Röhrl -  Christian Geistdörfer (Lancia Rally 037)

### Vainqueurs d'épreuves spéciales
- Walter Röhrl -  Christian Geistdörfer (Lancia Rally 037) : 11 spéciales (ES 5, 8 à 11, 13, 16, 17, 20 à 22)
- Jean-Claude Andruet -  « Biche » (Lancia Rally 037) : 8 spéciales (ES 7, 9, 23 à 26, 28, 29)
- Markku Alén -  Ilkka Kivimäki (Lancia Rally 037) : 4 spéciales (ES 4, 12, 14, 19)
- Henri Toivonen -  Fred Gallagher (Opel Ascona 400) : 3 spéciales (ES 18, 19, 27)
- Stig Blomqvist -  Björn Cederberg (Audi Quattro A1) : 2 spéciales (ES 2, 3)
- Hannu Mikkola -  Arne Hertz (Audi Quattro A1) : 2 spéciales (ES 19, 31)
- Jean-Luc Thérier -  Michel Vial (Renault 5 Turbo) : 1 spéciale (ES 1)
- Ari Vatanen -  Terry Harryman (Opel Ascona 400) : 1 spéciale (ES 30)
- Jean Ragnotti -  Jean-Marc Andrié (Renault 5 Turbo) : 1 spéciale (ES 31)

Note : L'équipage Röhrl - Geistdörfer (Lancia) avait également remporté l'ES n°15, avant son annulation à cause de l'accident d'un spectateur.

## Résultats des principaux engagés
| No | Pilote              | Copilote                | Voiture                 | Groupe | Classement général                                | Class. groupe |
| -- | ------------------- | ----------------------- | ----------------------- | ------ | ------------------------------------------------- | ------------- |
| 1  | Walter Röhrl        | Christian Geistdörfer   | Lancia Rally 037        | B      | 1er                                               | 1er           |
| 2  | Hannu Mikkola       | Arne Hertz              | Audi Quattro A1         | B      | 4e à 14 min 05 s                                  | 4e            |
| 3  | Ari Vatanen         | Terry Harryman          | Opel Ascona 400         | B      | 5e à 15 min 06 s                                  | 5e            |
| 4  | Markku Alén         | Ilkka Kivimäki          | Lancia Rally 037        | B      | 2e à 6 min 52 s                                   | 2e            |
| 5  | Michèle Mouton      | Fabrizia Pons           | Audi Quattro A1         | B      | ab. dans la 11e spéciale (sortie de route)        | -             |
| 6  | Henri Toivonen      | Fred Gallagher          | Opel Ascona 400         | B      | 6e à 16 min 57 s                                  | 6e            |
| 7  | Jean-Claude Andruet | « Biche »               | Lancia Rally 037        | B      | 8e à 20 min 40 s                                  | 8e            |
| 8  | Stig Blomqvist      | Björn Cederberg         | Audi Quattro A1         | B      | 3e à 11 min 18 s                                  | 3e            |
| 9  | Jean Ragnotti       | Jean-Marc Andrié        | Renault 5 Turbo         | B      | 7e à 19 min 13 s                                  | 7e            |
| 10 | Guy Fréquelin       | Jean-François Fauchille | Opel Ascona 400         | B      | ab. dans la 16e spéciale (sortie de route)        | -             |
| 11 | Jean-Luc Thérier    | Michel Vial             | Renault 5 Turbo         | B      | ab. dans la 5e spéciale (boîte de vitesses)       | -             |
| 12 | Timo Salonen        | Seppo Harjanne          | Nissan 240RS            | B      | 14e à 53 min 21 s                                 | 11e           |
| 14 | Bruno Saby          | Françoise Sappey        | Renault 5 Turbo         | B      | 13e à 48 min 50 s                                 | 10e           |
| 15 | Achim Warmbold      | Bernhard Schmidt        | Mazda 323               | A      | 20e à à 1 h 25 min 43 s                           | 5e            |
| 16 | Chris Lord          | Kevin Gormley           | Talbot Sunbeam Lotus    | B      | ab. dans la 14e spéciale (sortie de route)        | -             |
| 19 | Salvador Servià     | Jorge Sabater           | Opel Ascona 400         | 4      | 10e à 41 min 05 s                                 | 1er           |
| 20 | Dany Snobeck        | Denise Emmanuelli       | Renault 5 Turbo         | B      | ab. avant la 22e spéciale (retrait) – classé 96e  | -             |
| 21 | Alain Beauchef      | Daniel Brichot          | Mazda 323               | A      | 19e à à 1 h 24 min 57 s                           | 4e            |
| 22 | Klaus Fritzinger    | Henning Wünsch          | Toyota Celica 2000 GT   | 4      | 12e à 47 min 24 s                                 | 3e            |
| 23 | Jürgen Barth        | Roland Kussmaul         | Porsche 911 SC          | 4      | 11e à 42 min 56 s                                 | 2e            |
| 25 | Jean-Pierre Ballet  | Serge Roussel           | Porsche 911 SC          | 4      | ab. dans la 8e spéciale (pression d'huile)        |               |
| 26 | Gilbert Sau         | Annie Albis             | Renault 5 Turbo         | B      | ab. dans la 11e spéciale (joint de culasse)       | -             |
| 28 | Maurice Chomat      | Didier Breton           | Citroën Visa Chrono     | B      | 25e à 1 h 33 min 58 s                             | 14e           |
| 29 | Yves Loubet         | « Toutàfond »           | Alfa Romeo Alfetta GTV6 | A      | 15e à 1 h 09 min 12 s                             | 1er           |
| 30 | Alain Coppier       | Josépha Laloz           | Citroën Visa Chrono     | B      | ab. dans la 1re spéciale (pouce cassé)            | -             |
| 33 | Francis Serpaggi    | Michel Neri             | Lancia Rally 037        | B      | 9e à 33 min 43 s                                  | 9e            |
| 35 | Jacques Fossa       | Bernard Meulenot        | Porsche 930             | 4      | ab. dans la 7e spéciale                           | -             |
| 36 | Bernard Donguès     | Anne Drouilleau         | Alfa Romeo Alfetta GTV6 | N      | ab. dans la 14e spéciale (sortie de route)        | -             |
| 37 | Pierre Pagani       | Philippe Séclier        | Alfa Romeo Alfasud TI   | N      | 31e à 1 h 44 min 12 s                             | 1er           |
| 38 | François Rousseau   | Robert Wrege            | Opel Kadett GT/E        | A      | 16e à 1 h 14 min 24 s                             | 2e            |
| 59 | Philippe Roux       | Michel Wyder            | Porsche 934             | 4      | Disqualifié (voiture non conforme) - était 15e    | -             |
| 63 | Bertrand Balas      | Eric Lainé              | Alfa Romeo Alfasud TI   | A      | 18e à 1 h 23 min 18 s                             | 3e            |
| 86 | Jacques Salino      | Martine Rick            | BMW 323i                | N      | Disqualifié (suspension non conforme) - était 27e | -             |

## Classements des championnats à l'issue de la course

### Constructeurs
- Attribution des points : 10, 9, 8, 7, 6, 5, 4, 3, 2, 1 respectivement aux dix premières marques de chaque épreuve, additionnés de 8, 7, 6, 5, 4, 3, 2, 1 respectivement aux huit premières de chaque groupe (seule la voiture la mieux classée de chaque constructeur marque des points). Les points de groupe ne sont attribués qu'aux concurrents ayant terminé dans les dix premiers au classement général. Autorisées à participer, les voitures des groupes 2 et 4 ne sont cependant pas éligibles aux points[6].

- Seuls les sept meilleurs résultats (sur dix épreuves) sont retenus pour le décompte final des points.

| Pos. | Marque  | Points | M-C  | POR | SAF | COR | ACR | NZ | ARG | FIN | SAN | RAC |
| ---- | ------- | ------ | ---- | --- | --- | --- | --- | -- | --- | --- | --- | --- |
| 1    | Lancia  | 18     | 10+8 |     |     |     |     |    |     |     |     |     |
| 2    | Audi    | 14     | 8+6  |     |     |     |     |    |     |     |     |     |
| 3    | Opel    | 10     | 6+4  |     |     |     |     |    |     |     |     |     |
| 4    | Renault | 6      | 4+2  |     |     |     |     |    |     |     |     |     |

### Pilotes
- Attribution des points : 20, 15, 12, 10, 8, 6, 4, 3, 2, 1 respectivement aux dix premiers de chaque épreuve.
- Seuls les sept meilleurs résultats (sur douze épreuves) sont retenus pour le décompte final des points. Autorisés à participer, les pilotes courant sur des voitures des groupes 2 et 4 ne sont pas éligibles aux points. Treizième du Rallye Monte-Carlo, Bruno Saby est considéré dixième de cette épreuve dans le cadre du championnat, car précédé par trois voitures du groupe 4, et marque donc un point.

| Pos. | Pilote              | Marque  | Points | M-C | SUE | POR | SAF | COR | ACR | NZ | ARG | FIN | SAN | CIV | RAC |
| ---- | ------------------- | ------- | ------ | --- | --- | --- | --- | --- | --- | -- | --- | --- | --- | --- | --- |
| 1    | Walter Röhrl        | Lancia  | 20     | 20  |     |     |     |     |     |    |     |     |     |     |     |
| 2    | Markku Alén         | Lancia  | 15     | 15  |     |     |     |     |     |    |     |     |     |     |     |
| 3    | Stig Blomqvist      | Audi    | 12     | 12  |     |     |     |     |     |    |     |     |     |     |     |
| 4    | Hannu Mikkola       | Audi    | 10     | 10  |     |     |     |     |     |    |     |     |     |     |     |
| 5    | Ari Vatanen         | Opel    | 8      | 8   |     |     |     |     |     |    |     |     |     |     |     |
| 6    | Henri Toivonen      | Opel    | 6      | 6   |     |     |     |     |     |    |     |     |     |     |     |
| 7    | Jean Ragnotti       | Renault | 4      | 4   |     |     |     |     |     |    |     |     |     |     |     |
| 8    | Jean-Claude Andruet | Lancia  | 3      | 3   |     |     |     |     |     |    |     |     |     |     |     |
| 9    | Francis Serpaggi    | Lancia  | 2      | 2   |     |     |     |     |     |    |     |     |     |     |     |
| 10   | Bruno Saby          | Renault | 1      | 1   |     |     |     |     |     |    |     |     |     |     |     |